# Heinz von Lichberg
Heinz von Lichberg, de son vrai nom Heinz von Eschwege, est un écrivain et journaliste allemand, né le 7 septembre 1890 à Marbourg et mort le 14 mars 1951 à Lübeck (Allemagne). Il est principalement connu aujourd'hui pour la nouvelle Lolita publiée en 1916, qui, selon Michael Maar, aurait inspiré consciemment ou inconsciemment Vladimir Nabokov pour son livre Lolita.

## Biographie
Heinz vov Eschwege est né dans une famille bourgeoise de la Hesse, il prend pour nom de plume Lichberg du nom du lieu Leuchtberg (de) proche de la ville d'Eschwege, et qui a été rendu célèbre par plusieurs batailles. Il sert dans la cavalerie pendant la première guerre mondiale, puis devient journaliste à Berlin après la guerre. Il fait partie du contingent qui fait le tour du monde à bord du LZ 127 Graf Zeppelin en 1929 et gagne son titre de correspond à l'étranger à cette occasion.
En 1933, il entre au parti Nazi et travaille pour le Völkischer Beobachter. Il quitte le parti en 1938, et s'engage dans l'armée où il est affecté au service de renseignement de l'Abwehr.
Après la guerre, il s'installe à Lübeck et travaille au journal de Lübeck jusqu'à sa mort en 1951.

## Lolita
La nouvelle Lolita est paru dans un recueil de 15 nouvelles intitulé « La Maudite Joconde ». La neuvième nouvelle, de 18 pages seulement, raconte l'histoire d'un voyageur qui tombe amoureux de la fille de sa logeuse lors d'un voyage en Espagne. La jeune fille s'appelle Lolita, et meurt à la fin de l'histoire.
Michael Maar postule dans un essai Lolita und der deutsche Leutnant, traduit en français sous le titre D'une Lolita l'autre, que Nabokov aurait pu lire la nouvelle, publiée en 1916 à Berlin, lors de son séjour de 1922 à 1937 dans la capitale allemande, et qu'il s'en serait inspiré par cryptomnésie pour rédiger Lolita de 1949 à 1953.

## Publications
- Die verfluchte Gioconda, Darmstadt, Falken-Verlag, 1916
- Das deutsche Herz, Berlin, Stilke, 1917